# Jade Ulutule
Jade Le Pesq (12 de outubro de 1992) é uma jogadora de rugby sevens francesa.

## Carreira
Jade Le Pesq integrou o elenco da Seleção Francesa Feminina de Rugbi de Sevens, na Rio 2016, que foi 6º colocada.